# Silico-calcium
Le silico-calcium est un alliage de silicium et de calcium, principalement utilisé pour obtenir une désoxydation et une désulfuration poussées des aciers. Il est préparé à partir de chaux et de silice, généralement avec une composition de 30 à 33 % de calcium.